# ГЕС Худоні
ГЕС Худоні — недобудована гідроелектростанція на північному заході Грузії. Розташована перед Інгурською ГЕС, яка повинна була становити верхній ступінь каскаду на одній з найбільших річок країни Інгурі (басейн Чорного моря).

## Характеристика
У межах проєкту на річці Інгурі повинні були перекрити бетонною арковою греблею заввишки 200,5 м, довжиною 522 м та товщиною від 9 (по гребеню) до 42 (по основі) метрів. Для відведення води під час будівництва призначався тунель довжиною 0,44 км із перетином 10х9 м. Споруда мала утримувати водосховище з площею поверхні 5,3 км2 та об'ємом 365 млн м3 (корисний об'єм — 223 млн м3), у якому пропускалось би коливання рівня в операційному режимі між позначками 640 та 700 м НРМ.
Зі сховища ресурс мав подаватись до пригреблевого машинного залу через три тунелі з діаметрами 6 м та довжиною від 453 до 493 м, в тому числі шахта глибиною 156 м). Підземний зал запроєктований у розмірах 111 × 24 м при висоті 49 м. Крім того, для розміщення трансформаторного обладнання призначалось окреме підземне приміщення розмірами 28 × 24 м при висоті 22 м. Відпрацьована вода поверталась би в річку Інгурі по трьох тунелях довжиною по 145 м з діаметром 8 м Основне обладнання ГЕС мали скласти три турбіни типу «Френсіс» потужністю 234 МВт кожні.

## Історія
У 1989 році, через протести екологів та громадськості, будівництво ГЕС було зупинено, при цьому вже було виконано близько 25 % робіт. Надалі був розроблений оновлений проєкт ГЕС, в якому висота греблі зменшувалася на 30 м — до 170 м. Відповідно меншими виходили й інші показники — площа поверхні сховища 4 км2, об'єм 230 млн м3, напір 124 м, загальна потужність 638 МВт проти первісної 700 МВт, а виробіток 1455 млн кВт·год. проти 1660 млн кВт·год. Проте, і цей проєкт залишився нереалізованим.
У 2010-х роках, на тлі уваги уряду Грузії до розвитку гідроенергетики, спроби відновлення проєкту активізувалися. При цьому потенційний інвестор виявляв зацікавлення у спорудженні станції за первісним, більш потужним, варіантом.